# Andeomastax fibulifer
Andeomastax fibulifer är en insektsart som beskrevs av Marius Descamps 1979. Andeomastax fibulifer ingår i släktet Andeomastax och familjen Eumastacidae. Inga underarter finns listade i Catalogue of Life.